# Dana Filipi
Dana Filipi (* 2. února 1970 Brno) je česká politička a manažerka, v letech 2006 až 2013 poslankyně Poslanecké sněmovny PČR, v letech 2002 až 2006 radní města Brna, od roku 2014 radní a od roku 2018 místostarostka městské části Brno-Řečkovice a Mokrá Hora, členka ODS.

## Vzdělání, profese a rodina
Vystudovala střední ekonomickou školu. Její manžel Ladislav Filipi vykonával funkci starosty Brna-Řečkovic a Mokré Hory.

## Politická kariéra
Do ODS vstoupila již roku 1991. Působila jako tisková mluvčí ODS Brno-město. V komunálních volbách roku 2002 byla zvolena do zastupitelstva města Brno za ODS. Profesně se uvádí jako tisková mluvčí ODS. Zastávala funkci radní a předsedkyně Komise pro kulturu. Působila též jako předsedkyně místního sdružení ODS Řečkovice a Mokrá Hora a k roku 2006 se uvádí jako místopředsedkyně brněnské ODS.
Ve volbách v roce 2006 byla zvolena do poslanecké sněmovny za ODS (volební obvod Jihomoravský kraj). Byla členkou sněmovního výboru pro sociální politiku. Zastávala funkci místopředsedkyně podvýboru pro investice v sociální oblasti. Poslanecký mandát obhájila ve volbách roku 2010. Byla členkou výboru pro vědu, vzdělání, kulturu, mládež a tělovýchovu a výboru pro veřejnou správu a regionální rozvoj.
V komunálních volbách v roce 2014 byla zvolena jako členka ODS zastupitelkou městské části Brno-Řečkovice a Mokrá Hora, a to z pozice lídryně kandidátky. Zároveň se stala radní městské části. Ve volbách v roce 2018 post zastupitelky městské části obhájila, když z pozice členky ODS vedla kandidátku subjektu „ODS s podporou Svobodných“. Následně se v listopadu 2018 stala místostarostkou městské části.
V komunálních volbách v roce 2022 kandiduje jako členka ODS do Zastupitelstva města Brna, a to na kandidátce subjektu „SPOLEČNĚ - ODS a TOP 09“. Za stejný subjekt je i lídryní kandidátky do Zastupitelstva městské části Brno-Řečkovice a Mokrá Hora.